# Sympati
Sympati (gr. συμπάθεια sympátheia "sam-følelse") er det at have og vise positive følelser over for et andet menneske og/eller for det, det gør eller står for. Sympati forudsætter grundlæggende evnen til indlevelse (empati). Selv helt små børn viser sympati; de viser medlidenhed, når de hører eller ser andre små børn, der græder: de viser sympati ved at græde og trøste. Det tyder på, at mennesket har et biologisk grundlag for udvikling af empati og sympati.
I David Humes moralfilosofi er sympati betegnelsen for en psykologisk mekanisme, der fremkalder glæde (lyst) eller ubehag hos os, når vi iagttager andres glæde eller ulykke, og derfor får os til at anse de handlinger, som fremkalder glæde hos andre, for moralsk acceptable, og de handlinger, der fremkalder ubehag hos andre, for moralsk forkastelige.
Det modsatte af sympati er antipati.
| Psi | Spire Denne artikel om psykologi er en spire som bør udbygges. Du er velkommen til at hjælpe Wikipedia ved at udvide den. |